# Ptyodactylus dhofarensis
Ptyodactylus dhofarensis (дофарський віялопалий гекон) — вид геконоподібних ящірок родини Phyllodactylidae. Ендемік Оману.

## Поширення і екологія
Дофарські віялопалі гекони мешкають в регіоні Дофар на заході Оману, можливо, також в сусідніх районах на заході Ємену.